# Røssvoll Motorstadion
Das Røssvoll Motorstadion ist eine Motorsport-Rennstrecke in Mo i Rana, Norwegen, die sich direkt neben dem Røssvoll-Flugplatz, zehn Kilometer nordöstlich des Stadtzentrums, befindet.

## Geschichte
Die Anlage wurde 1975 gebaut und war die erste asphaltierte Rennstrecke in Norwegen. Sie wurde damals unter Anwesenheit von Keke Rosberg mit einem Rahmenprogramm eines Formel- und Motorradrennens eröffnet.
Im Jahre 1986 sollte die Strecke auf eine Länge von 3,5 km erweitert und mit einem zusätzlichen Motocross-Gelände versehen werden. Während der Betreiberverein des NMK Rana dazu einen förmlichen Antrag bei der Gemeinde stellte und auf die Genehmigung wartete, wurden von anderer Seite Fakten geschaffen, als ein neues, am Flughafen stationiertes Helikopter-Unternehmen die dafür vorgesehenen Flächen nach Konsultationen mit der Stadt ohne Genehmigung überbaute. Nach juristischer Prüfung wurde zwar festgestellt, dass die Überbauung illegal war, jedoch einigte sich die Gemeinde mit dem Motorsportclub darauf für eine Erweiterung einen alternativen Standort zur Verfügung zu stellen, an dem wenige Jahre später der Arctic Circle Raceway entstehen sollte.

## Streckenbeschreibung
Das Røssvoll Motorstadion ist eine asphaltierte Rundstrecke mit einer annähernden Ovalkurs-Form. Durch zahlreiche später hinzugefügte Kies-, Sand- und Schotterstrecken wird es heute für Autocross- und Rallycrossrennen genutzt. Normale Rundstreckenrennen finden nur noch auf dem 1995 erbauten Arctic Circle Raceway statt.